# Южноафриканский жираф
Южноафрика́нский жира́ф (лат. Giraffa camelopardalis giraffa) — подвид жирафа (Giraffa camelopardalis), живущий в Южной Африке. Распространён в ЮАР, Намибии, Ботсване, Зимбабве, Мозамбике.

## Описание
Южноафриканский жираф имеет короткую шерсть песочно-жёлтого цвета с тёмно-коричневыми пятнами. Рисунок каждого жирафа уникален, подобно отпечаткам пальцев у людей. Так  же у него есть круглые пятна с звездоподобными продолжениями на светло-коричневом фоне, простирающиеся до копыт.

## Распространение и места обитания
Южноафриканский жираф обитает в северной части Южной Африки, южной Ботсване, Зимбабве, южном и юго-западном Мозамбике. После вымирания в разных местах, южноафриканские жирафы были распространены во многих частях Южной Африки, в том числе в Эсватини. Они распространены в пределах и за пределами охраняемых районов.
Южноафриканские жирафы, известные своими длинными шеями и уникальной окраской, являются одними из самых известных существ африканской фауны. Они обитают в разнообразных биомах, включая саванны, луга и леса, предоставляя им разнообразный выбор мест для поедания растений. Жирафы являются преимущественно травоядными животными, питаясь различными видами растительности. Их основной рацион состоит из свежих трав, листьев, веток и побегов деревьев. Они известны своей предпочтительностью к кустарникам акации, которые встречаются в их естественной среде обитания в большом количестве. Жирафы используют свои длинные и гибкие языки, чтобы достигать пищевых ресурсов на деревьях и кустарниках, таким образом, получая доступ к питательным листьям . Кроме того, во время сезона плодоношения, жирафы могут находить и питаться различными фруктами, такими как бананы и яблоки, которые представляют для них ещё один источник питания. Таким образом, пищевой рацион южноафриканских жирафов разнообразен и адаптирован к окружающей среде, обеспечивая им необходимые питательные вещества для поддержания здоровья и выживаемости.

## Угрозы
Помимо улучшения ситуации южноафриканских жирафов, есть необходимость сосредоточиться на северных жирафах, которые находятся под угрозой браконьерства и утраты мест обитания. Важно понимать, что популяция южноафриканских жирафов действительно растет и их численность на данный момент не находится под прямой угрозой исчезновения. Однако, ситуация с их северными родственниками требует срочных мер. Браконьерство является одной из основных угроз для северных жирафов. Охотники незаконно охотятся на них из-за ценного мяса, шкур и хвостов, а также ради сувениров и традиционной медицины. Это приводит к значительному снижению популяции северных жирафов и угрожает их выживанию в дикой природе. Кроме того, утрата мест обитания также оказывает негативное влияние на популяцию северных жирафов. В результате расширения сельскохозяйственных угодий, застройки и деградации естественных сред, их жизненное пространство сокращается. Это приводит к конфликтам между животными и людьми, а также к дальнейшему сокращению популяции северных жирафов. Поэтому необходимо сосредоточить усилия на защите и спасении северных жирафов. Это может быть достигнуто через эффективное пресечение браконьерства и контроль над торговлей жирафовыми продуктами, а также через создание и защиту заповедников и природных парков для сохранения и расширения их мест обитания. Информирование общественности о необходимости сохранения северных жирафов и привлечение внимания международных организаций и правительств также играют важную роль в защите этих прекрасных и уникальных существ.
На взрослых животных охотятся львы, на детёнышей помимо львов
могут охотиться  гепарды, леопарды, пятнистые гиены и гиеновидные собаки.

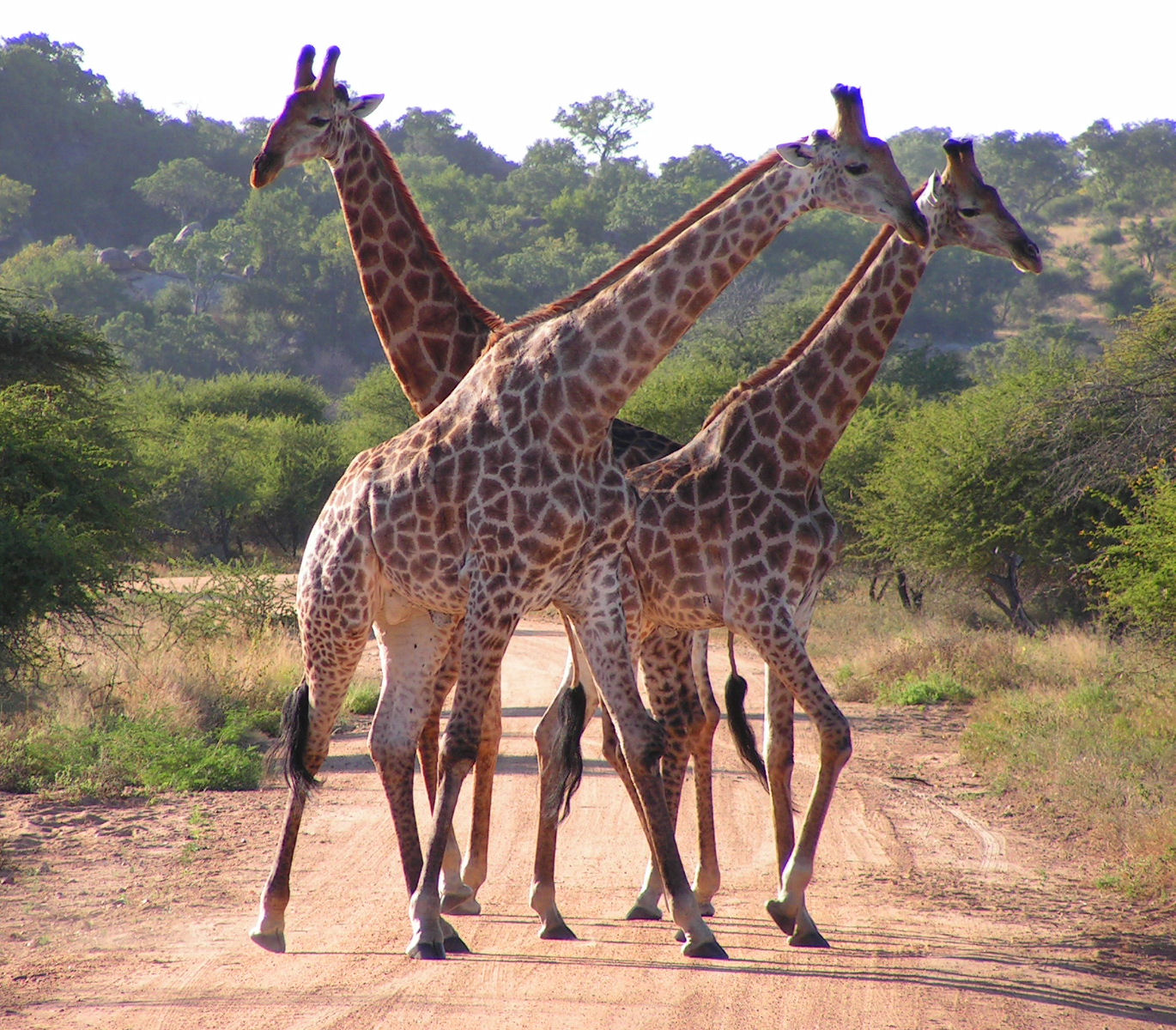
Трое самцов, двое из них борются. Национальный парк Крюгера, ЮАР.
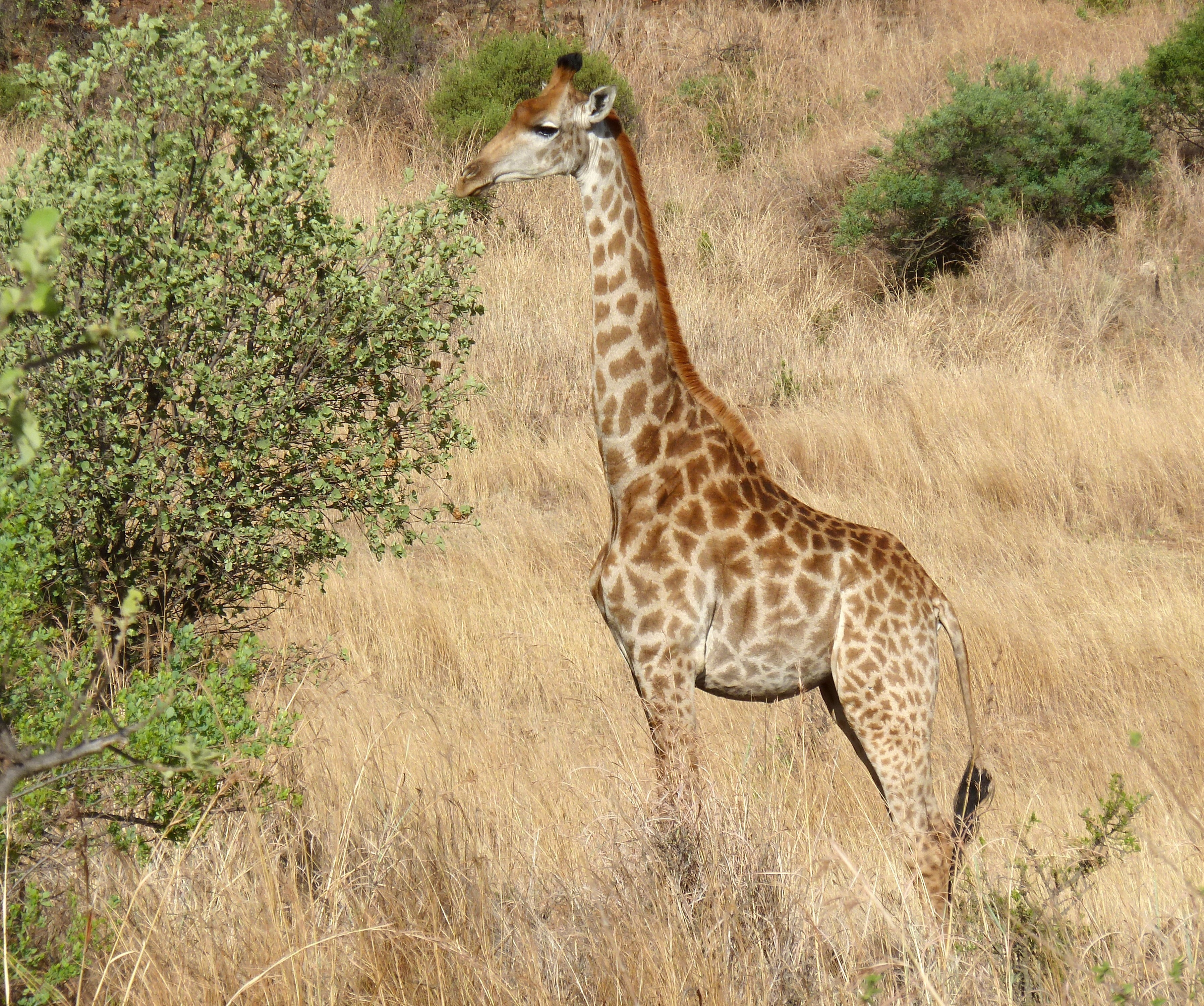
Самка жирафа